# Сан Карло (Сондрио)
Сан Карло је насеље у Италији у округу Сондрио, региону Ломбардија.
Према процени из 2011. у насељу је живело 234 становника. Насеље се налази на надморској висини од 1596 м.